# Rio Soberbo
O Rio Soberbo é um rio que corta a cidade fluminense de Guapimirim, localizada na Baixada Fluminense e na Região Metropolitana do Rio de Janeiro. Nasce no Parque Nacional da Serra dos Órgãos e deságua no Rio Macacu.
Em dias de chuva no alto da Serra dos Órgãos, especialmente durante o verão, o volume do Rio Soberbo costuma aumentar rapidamente e provocar o fenômeno da cabeça d'água. Isto ocorre em função das nuvens baixas carregadas de chuva que se chocam com os cumes da serra e se precipitam. Várias pessoas já morreram ou se acidentaram devido à ocorrência deste fenômeno no rio.
Há várias cachoeiras e piscinas naturais ao longo do curso do Rio Soberbo. O Poço Verde, por exemplo, é uma piscina natural que se destaca pelo tom esverdeado de suas águas e pelo visual ao redor. Outros exemplos de piscinas naturais localizadas no Rio Soberbo são: o Poço da Capela; o Poço do Sossego; e o Poço Maria da Paz.